# Paschier Grenier
Paschier Grenier (también conocido como Pasquier Grenier o Pasquier Grenet ) (c. 1425; Tournai, 1493): tejedor y comerciante de tapices del siglo XV, que tejía en su taller de Tournai (Flandes).
Pasquier Grenier es un personaje que jugó un papel importante en el desarrollo de la tapicería de Tournai. Tournai sustituyó a Arras tras la toma de esta ciudad, tras varios meses de lucha, por parte de las tropas de Luis XI en mayo de 1477, tras la muerte de Carlos el Atrevido. Vaciada Arras de sus habitantes, su industria de tapices colapsó a favor de la de Tournai, que siguió siendo francesa, pero bastante independiente, hasta el asedio de 1521 y su anexión por Carlos V.
En julio de 1447, Grenier, de edad desconocida, ya pertenecía a la burguesía de Tournai. Vivía en la Gran Plaza, cerca de la iglesia de San Quintín. En 1449 se le menciona en tres actas como “caminante”, es decir, comerciante de tapices. Es miembro de la noble hermandad de Damoiseau. Rápidamente pasó de ser un artesano a proveedor de la corte de los duques de Borgoña y, por lo tanto, a convertirse en un empresario para quien trabajaban otros talleres. Debido a su clientela de primera clase, su trabajo está excepcionalmente bien documentado para un artista y empresario de la Baja Edad Media. La certeza de las atribuciones de obra a su estudio es, por lo tanto, muy alta, incluso si los tapices de 1460 probablemente fueron tejidas por terceros según sus especificaciones.
Pasquier Grenier era un comerciante-tapicero, que no ejercía de tejedor sino de financiero, que poseía los derechos de autor de cartones para tapices que podía tejer en cualquier taller o centro. Ganó fama vendiendo sus tapices al duque de Borgoña, Felipe El Bueno. También ejerció de diplomático en beneficio de Tournai con el rey Luis XI. Su taller tenía sucursales en Brujas y Guisa. Además de comerciar con tapices, también comerciaba con vino.
Felipe el Bueno, duque de Borgoña entre 1419 y 1467, fue un gran coleccionista de tapices. En 1459, Pasquier Grenier era aún agente de los hermanos Truye, mercaderes de Arras, cuando vendió al duque de Borgoña un tapiz de la Historia de Alejandro compuesto por seis tapices y un conjunto de cama. Posteriormente entregó al duque de Borgoña la serie de la Pasión de Cristo compuesta por seis tapices, en 1461, una Historia de Ester y Asuero, y otra de el Caballero del Cisne sobre un cartón de Jacques Daret. En 1462, y en 1466 otros trabajos para la Duquesa de Borbón y para la Duquesa de Güeldres. Cuando Carlos el Temerario casó con Margarita de York en Brujas en 1468, informó al magistrado de esta ciudad de «su urgente oración y deseo» por regalarle un tapiz (a ella, suponemos). Habiendo encargado el Magistrado de Brujas a Pasquier Grenier una Guerra de Troya para colgar, se suministró en 1472.·
En 1464, Pasquier Grenier hizo reconstruir el coro de la iglesia de San Quintín, su parroquia, estableciendo un deambulatorio y haciendo construir tres capillas a sus expensas. Para la capilla axial, la capilla del Santísimo Sacramento, mandó pintar sus bóvedas en 1469 porque quiso convertirla en su capilla funeraria 6. En 1475, ofreció a la iglesia un tapiz de los Siete Sacramentos para decorar el coro.
En los últimos diez años de su vida, el magistrado de Tournai le encomendó misiones políticas y diplomáticas. En 1479 negoció con Olivier Le Daim, uno de los principales asesores del rey de Francia. En 1481 fue enviado a negociar con Luis XI.
En su testamento, entrega a sus hijos, Jean, Imbert, Colinet y Antoine, sus cartones para tapices que considera sus posesiones más preciadas. Jean Grenier continuó la actividad de comerciante-tapicero. Antoine Grenier vende tapices al cardenal Georges d'Amboise para el castillo de Gaillon en 1495 y 1508. Los Grenier también vendieron su producción de tapices utilizando el banco Medici, en 1497 y en 1508. Jean Grenier trabajó para a Felipe el Hermoso. En 1513, la ciudad de Tournai adquirió la serie de tapices Cité des Dames para Margarita de Austria.
Murió el 24 de julio de 1493 en Tournai y fue enterrado en la capilla de San Sacramento de la iglesia de San Quintín.
En España, además de los tapices de la catedral de Zamora, la Colegiata de Pastrana contiene una serie de tapices del taller de Grenier, documentados por primera vez en 1532, un encargo de la Corona de Portugal con el motivo de las expediciones portuguesas para la conquista de enclaves del norte de África, hechos a partir de cartones de Nuno Gonsalves.
Hoy en día, los tapices Grenier se pueden encontrar en los primeros museos, como el Museo Metropolitano de Arte de la ciudad de Nueva York o el Museo Histórico de Berna.

## Galería

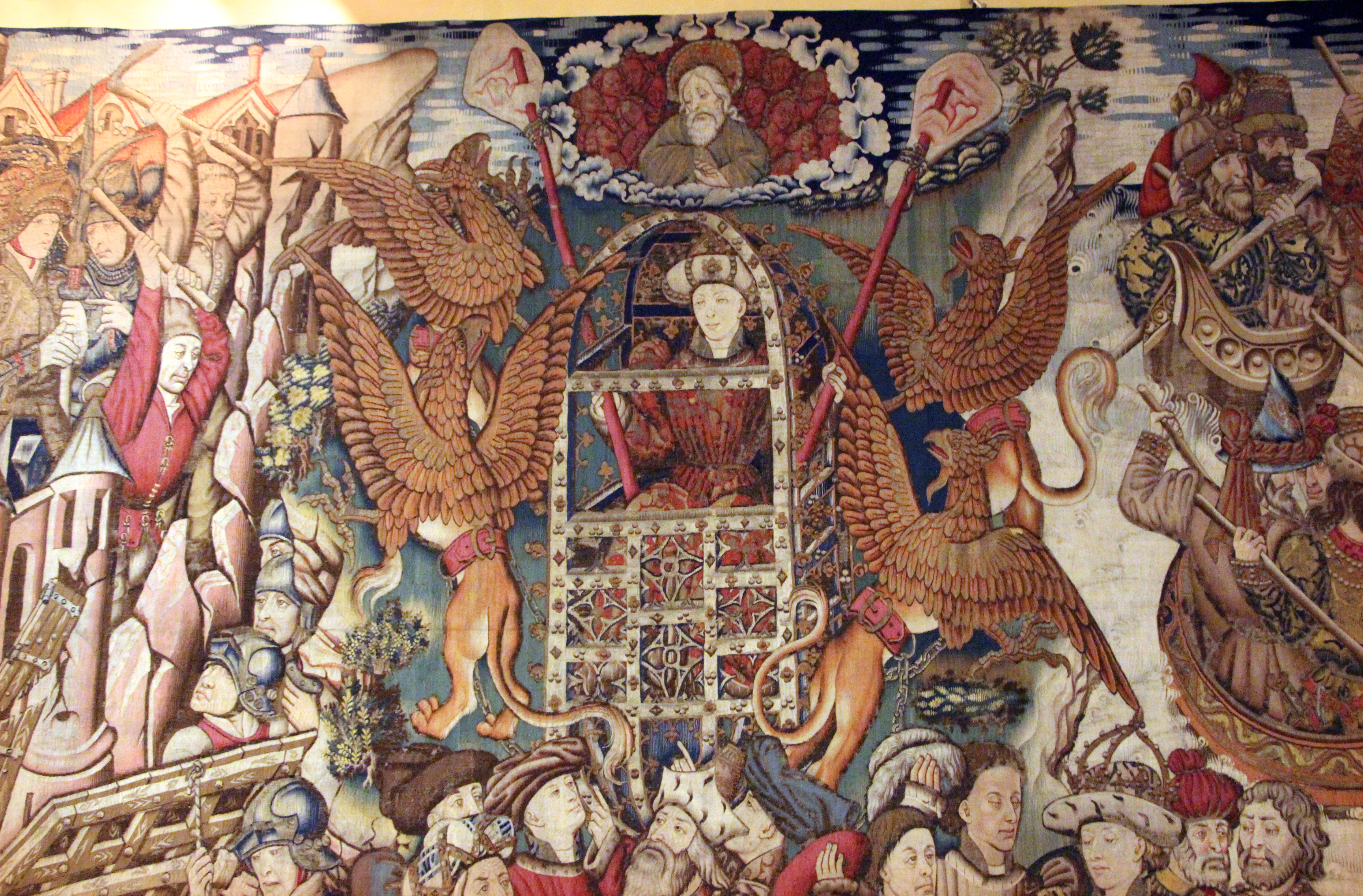
Tapiz de la serie de Alejandro magno
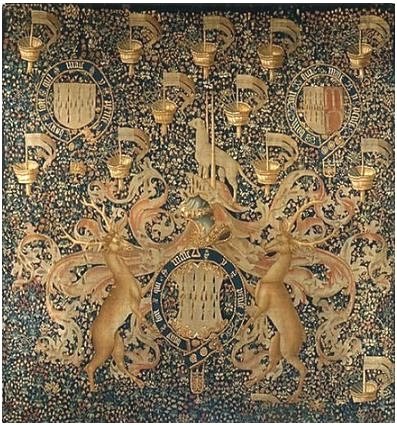
Tapiz Dynham
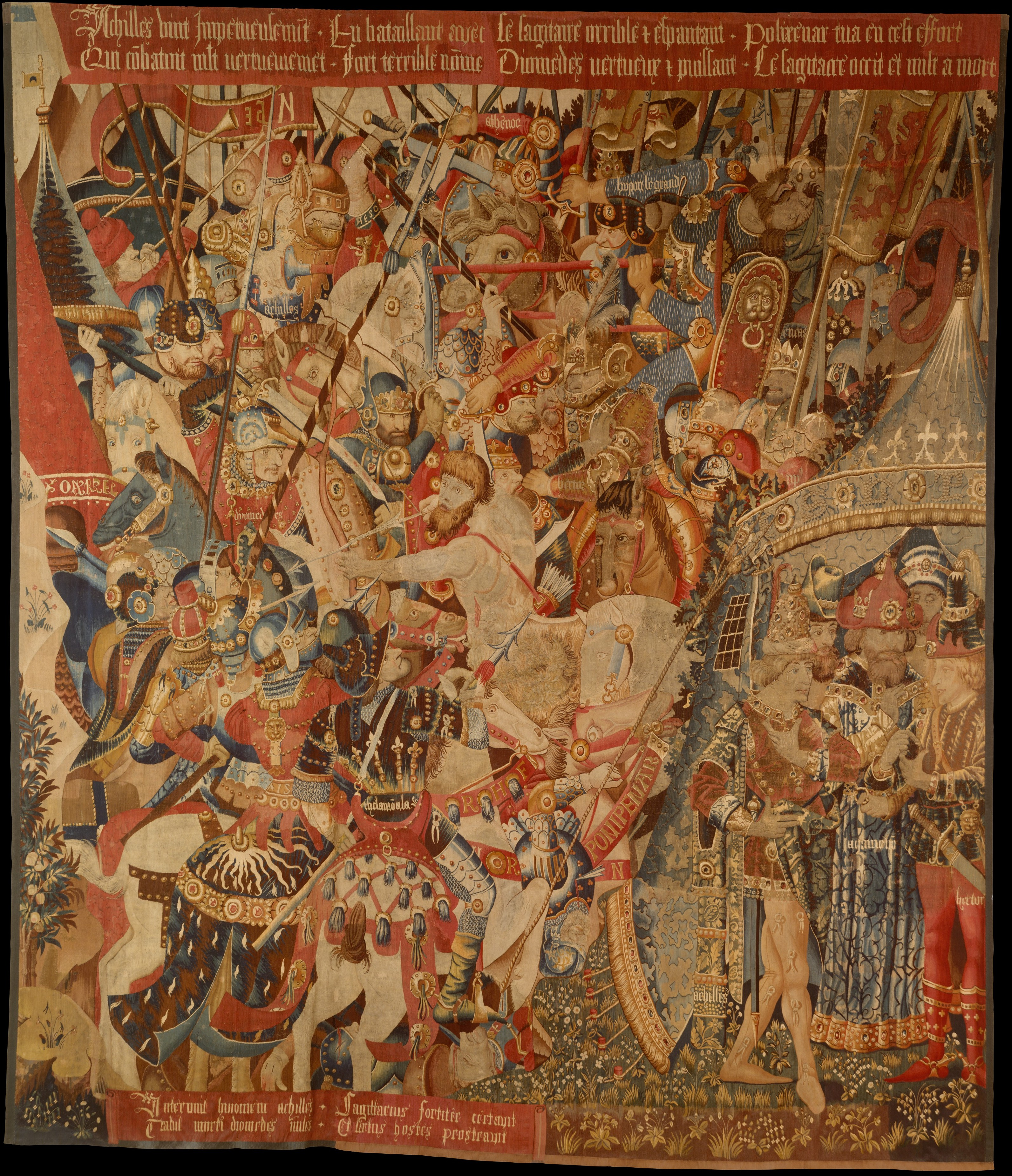
Escena de la serie de la Guerra de Troya
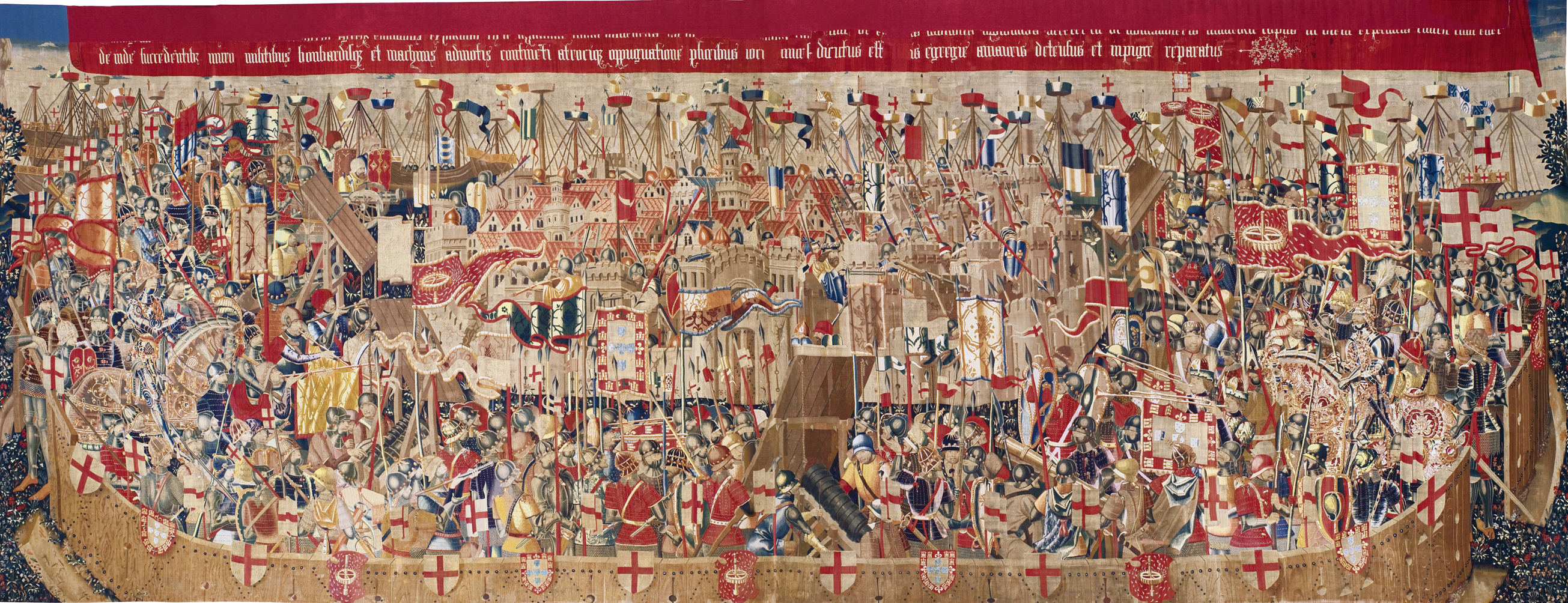
El sitio de Arzila (tapices de Pastrana)